# Pottsville (Arkansas)
Pottsville est une ville située dans l’État américain de l'Arkansas, dans le comté de Pope.